# Список умерших в 889 году

## Февраль
- 17 февраля — Лиутберт, архиепископ Майнца (863—889), глава придворной капеллы и архиканцлер Восточно-Франкского государства (870—882 и 887—888)[1].

## Сентябрь
- 11 сентября — Виллиберт Кёльнский, архиепископ Кёльна (870—889), католический святой[2].

## Октябрь
- 30 октября — Ибн Кутайба, исламский богослов, известный толкователь Корана, хадисовед, факих, философ, историк, литератор, языковед[3].

## Декабрь
- 23 декабря — Соломон II, епископ Констанца (875—889)[4].

## Дата смерти неизвестна или требует уточнения
- Мэн Фанли, китайский военачальник.
- Ибн Марван, муваллад-суфий[5].
- Эохейд, король Стратклайда (Альт Клута) (878—889), король Альбы (Шотландии) и пиктов (878—889)[6].
- Эрмольд, архиепископ Амбрёна (около 880—889).